# شبه جزيرة سيمبسون

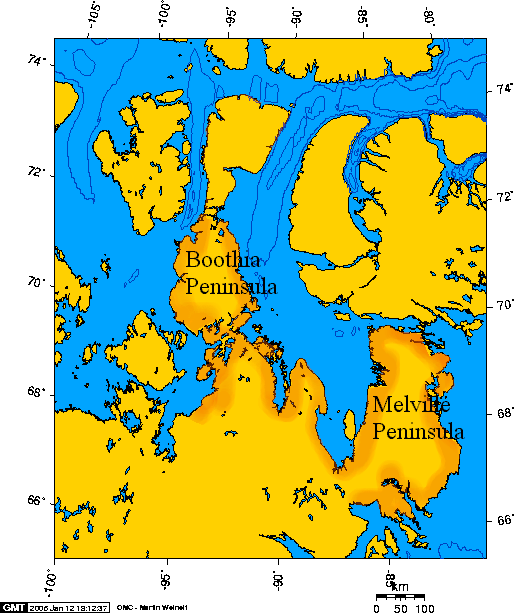
شبه جزيرة سيمبسون هي شبه الجزيرة الشمالية لافتاً بين شبه جزيرة بوتيا و شبه جزيرة ميلفيل.

شبه جزيرة سيمبسون (بالإنجليزية: Simpson Peninsula)‏ هي شبه جزيرة في خليج بوتيا في إقليم نونافوت في كندا. محاطة من ثلاث جهات وهي الممرات المائية: خليج بيلي من ناحية الغرب، و خليج بوتيا من الشمال، و خليج اللجنة من الشرق. و يقع على ساحلها الغربي قرية صغيرة كوجاروك.
تم استكشافها من قبل المستكشف جون راي في عام 1847 و سميت باسم جورج سيمبسون.